# Antonio Bernardi (filosofo)
Antonio Bernardi (Mirandola, marzo 1502 – Bologna, 3 giugno 1565) è stato un filosofo aristotelico, nominato vescovo di Caserta.

## Biografia

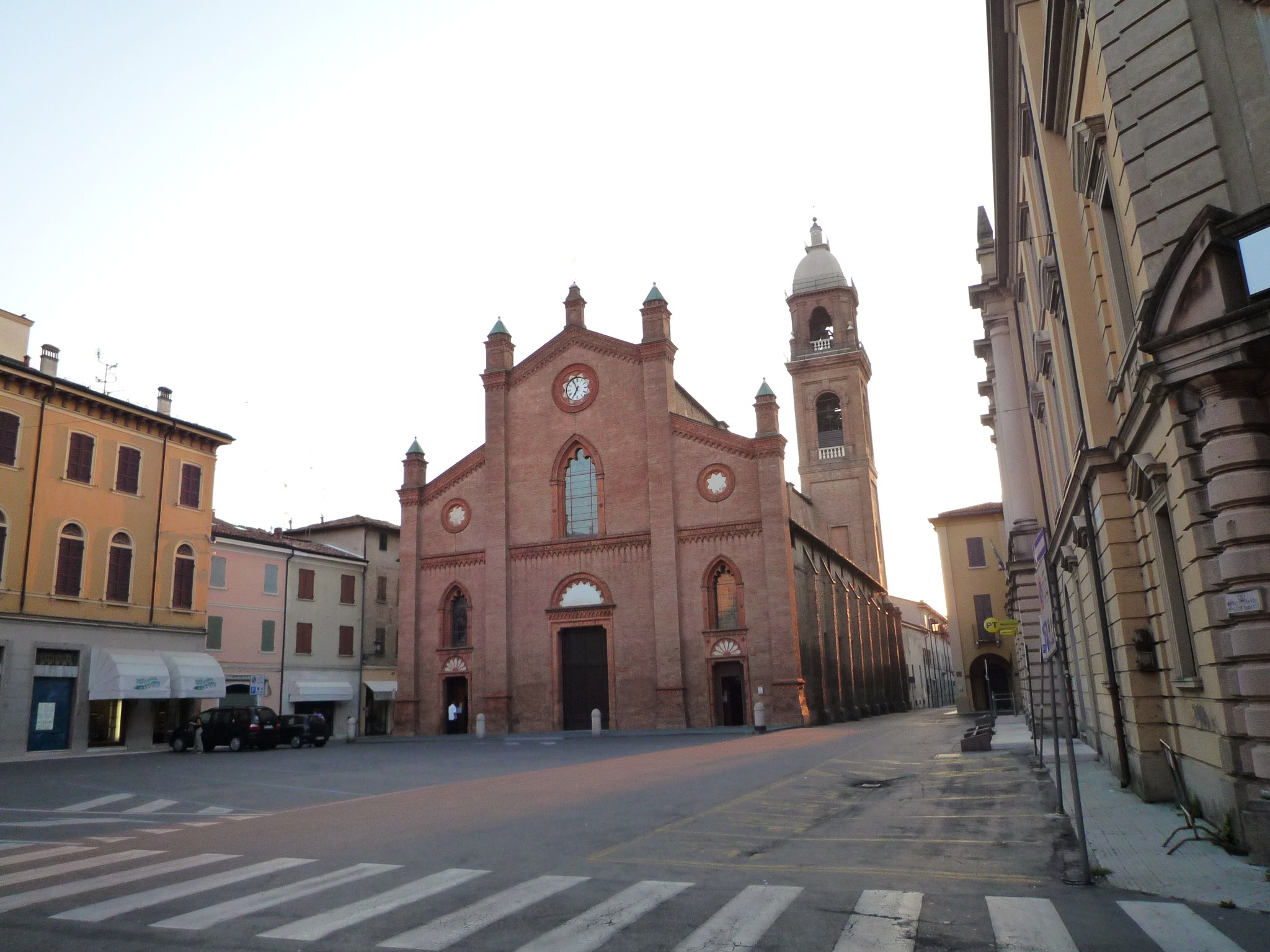
Duomo di Mirandola

Il Bernardi aveva compiuto gli studi presso l'università di Bologna avendo come maestri Ludovico Boccadiferro e Pietro Pomponazzi. Si trasferì poi a Roma presso la corte di Alessandro Farnese, dove frequentò Pietro Bembo, Giovanni Della Casa e Paolo Giovio, e si conquistò una fama di filosofo aristotelico e letterato.
Il 18 ottobre 1553 fu consacrato vescovo di Caserta.
Nel 1562 pubblicò un trattato intitolato Disputationes, dove analizzò la natura degli oracoli seguendo la filosofia di Aristotele; questi suoi studi furono ripresi da Giulio Sirenio nel trattato De fato, pubblicato l'anno seguente. Nelle Disputationes Bernardi sostenne inoltre, a proposito della monomachia, che il duello è legittimo secondo la ragione e la filosofia morale ma illecito sotto il punto di vista religioso.
Gli ultimi anni della vita li trascorse a Parma nel monastero di San Giovanni dei Cassinesi. Fu tumulato nel Duomo di Mirandola, ma il suo sepolcro andò disperso nel 1789.
In occasione del 5º centenario della sua nascita, il 30 novembre 2002, il Centro Internazionale Giovanni Pico della Mirandola gli dedicò un convegno.
Lo scrittore Antonio Saltini ha utilizzato la figura di Antonio Bernardi come personaggio del suo romanzo storico L'assedio della Mirandola.

## Opere
- (LA) Disputationes. In quibus primum ex professo monomachia (quam singulare certamen Latini, recentiores duellum vocant) philosophicis rationibus astruitur ..., Basilea, Henricum Petri & Nicolaum Bryling, 1562.